# Niewspółmierność porodowa
Niewspółmierność porodowa – sytuacja położnicza, która związana jest z wystąpieniem dysproporcji między wielkością główki płodu, a wielkością płaszczyzny wchodu miednicy.

## Etiologia
Bardzo często przyczyną może być duża główka płodu lub mała, jednostajnie ścieśniona miednica, która we wszystkich wymiarach wszystkich płaszczyzn jest równomiernie zwężona, wszystkie wymiary są skrócone, miednica miniaturowa (Bumm).

## Diagnostyka
Wyróżnia się czynnościową i anatomiczną diagnostykę niewspółmierności.
- Diagnostyka anatomiczna – wykonuje się badanie przez pochwę i badanie miednicy kostnej. W pojedynczych przypadkach wymiary miednicy kostnej ustala się za pomocą badań radiologicznych lub rezonansu magnetycznego.
- Diagnostyka czynnościowa 
  - wywiad czynnościowy – przebieg poprzednich porodów u wieloródek z podejrzeniem niewspółmierności, czy w poprzednich porodach wykonane było cięcie cesarskie, czy kobieta przebyła poród martwego dziecka.
  - obserwacje przebiegu porodu – wykonanie badania wewnętrznego, w celu określenia jak główka dopasowuje się do miednicy podczas skurczów mięśnia macicy. Ocena siły skurczów, wielkości główki, wstawianie się, ułożenie, zdolności adaptacyjne.

## Objawy
- Wydłużony pierwszy i(lub) drugi okres porodu[2].
- Brak dalszego postępu porodu, obniżania się części przodującej w dół kanału rodnego.
- Częste zaburzenia w akcji serca płodu.

## Powikłania
- Uszkodzenie pęcherza moczowego.
- Przetoki.
- Pęknięcie mięśnia macicy – głównie u wieloródek.
- Śmierć płodu

## Chwyty Leopolda
W celu rozpoznania niewspółmierności porodowej wykonuje się chwyty Leopolda, czyli badania palpacyjne kobiety ciężarnej, w celu oceny ułożenia płodu w macicy.
- IV Chwyt Leopolda – służy do oceny stosunku części przodującej do kanału rodnego oraz jakie jest ułożenie główki. Jest to chwyt dwuręczny, staje się twarzą w kierunku nóg rodzącej i końce palców obu rąk delikatnie zagłębia się zbieżnie na podbrzuszu w kierunku wchodu miednicy[3].
- V Chwyt Leopolda – służy stwierdzeniu czy nie ma niewspółmierności porodowej. Obie dłonie układa się płasko, jedną na spojeniu łonowym, drugą na powłokach brzusznych nad częścią przodującą. Gdy główka wystaje nad spojenie łonowe lub jest na równi z nim to świadczy to o niewspółmierności. Jeśli główka znajduje się 1 - 1,5 cm poniżej spojenia łonowego to niewspółmierność porodowa nie występuje.